# هيلين وليامز (شاعرة)
هيلين وليامز (بالإنجليزية: Helen Maria Williams) (و. 1759 – 1827 م) هي شاعرة، ومترجمة، وكاتِبة، وروائية بريطانية، ولدت في لندن، توفيت في باريس، عن عمر يناهز 68 عاماً.

## روابط خارجية
- هيلين وليامز على موقع الموسوعة البريطانية (الإنجليزية)